# المنظمات الصناعية
في الاقتصاد ، التنظيم الصناعي أو الاقتصاد الصناعي هو حقل يعتمد على نظرية الشركة من خلال دراسة هيكل (وبالتالي ، الحدود بين) الشركات والأسواق . تضيف المؤسسة الصناعية تعقيدات العالم الحقيقي إلى النموذج التنافسي تمامًا ، والمضاعفات مثل تكاليف المعاملات ،  معلومات محدودة ، والحواجز أمام دخول الشركات الجديدة التي قد ترتبط بالمنافسة غير الكاملة ‏ . إنه يحلل محددات تنظيم وسلوك الشركة والسوق بين المنافسة  والاحتكار ،  بما في ذلك من الإجراءات الحكومية.
هناك طرق مختلفة للموضوع. نهج واحد هو وصفي في تقديم لمحة عامة عن التنظيم الصناعي، مثل التدابير المنافسة وsize- تركيز من الشركات العاملة في هذه الصناعة. يستخدم النهج الثاني نماذج الاقتصاد الجزئي لشرح تنظيم الشركة الداخلي واستراتيجية السوق ، والتي تشمل البحث والتطوير الداخليين جنبًا إلى جنب مع قضايا إعادة التنظيم والتجديد الداخلية.  يتم توجيه جانب ثالث إلى السياسة العامة مثل التنظيم الاقتصادي ،  قانون مكافحة الاحتكار ،  ، وبشكل أعم ، الإدارة الاقتصادية للقانون في تحديد حقوق الملكية ، إنفاذ العقود ، وتوفير البنية التحتية التنظيمية.  
أدى الاستخدام المكثف لنظرية اللعبة في الاقتصاد الصناعي إلى تصدير هذه الأداة إلى فروع أخرى للاقتصاد الجزئي ، مثل الاقتصاد السلوكي وتمويل الشركات . كان للتنظيم الصناعي أيضًا تأثيرات عملية كبيرة على قانون مكافحة الاحتكار وسياسة المنافسة . 
تطوير التنظيم الصناعي كحقل مستقل تدين بالكثير ل إدوارد تشامبرلين ،  جوان روبنسون ، إدوارد S. ميسون ،  J M كلارك ،  جو S. باين  وباولو S y l o s L a b i n i وغيرها.  

## المناطق الفرعية
تعد رموز تصنيف مجلة الأدب الاقتصادي (J E L) إحدى طرق تمثيل مجموعة موضوعات الاقتصاد والمناطق الفرعية. هناك ، المنظمة الصناعية ، واحدة من 20 فئة أساسية ، لديها 9 فئات ثانوية ، ولكل منها فئات متعددة.  يتم سرد الفئات الثانوية أدناه مع ارتباطات معاينة المقالات المتوفرة المتوفرة في قاموس New Palgrave لقاموس الاقتصاد عبر الإنترنت والحواشي إلى فئات J E L-tertiary ذات الصلة وروابط New-Palgrave المرتبطة بها.
J E L: L 1 - هيكل السوق ، واستراتيجية الشركة ، وأداء السوق 
J E L: L 2 - الأهداف الثابتة والتنظيم والسلوك 
J E L: L 3 - المنظمات غير الربحية والمؤسسات العامة 
J E L: L 4 - قضايا وسياسات مكافحة الاحتكار 
J E L: L 5 - التنظيم والسياسة الصناعية 
J E L: L 6 - دراسات الصناعة: التصنيع 
J E L: L 7 - دراسات الصناعة: المنتجات الأولية والبناء 
J E L: L 8 - دراسات الصناعة: الخدمات 
J E L: L 9 - دراسات الصناعة: النقل والمرافق 

## هياكل السوق
هياكل السوق المشتركة التي تمت دراستها في هذا المجال هي:
- منافسة مثالية
- المنافسة الاحتكارية
- الاحتكار الثنائي
- احتكار القلة
- احتكار القلة
- احتكار
- احتكار الشراء

## أماكن الدراسة
المنظمة الصناعية تحقق نتائج هذه الهياكل السوق في البيئات مع
- التمييز في الأسعار
- تمايز المنتجات
- بضاعة تتحمل
- تجربة السلع
- الأسواق الثانوية ، والتي يمكن أن تؤثر على سلوك الشركات في الأسواق الأولية.
- تواطؤ
- الإشارة ، مثل الضمانات والإعلانات.
- عمليات الدمج والاستحواذ
- الدخول والخروج

## تاريخ الميدان
يتتبع كتاب روّاد المنظمة الصناعية لعام 2009 تطور الحقل من آدم سميث إلى العصر الحديث ويتضمن العشرات من السير الذاتية القصيرة للشخصيات الرئيسية في أوروبا وأمريكا الشمالية الذين ساهموا في نمو وتطوير الانضباط. 
مراجعات أخرى بحلول سنة النشر وأقرب الأعمال المتاحة المذكورة في تلك 1970/1937 ،  1972/1933 ،  1974 ،  1987 / 1937-1956 (3 مواقع) ، 1968-9 (7 مواقع)  2009 / c. 1900 ،  و 2010/1951. 

## مجلات
- المجلة الدولية لاقتصاديات الأعمال  وإصدار روابط المعاينة
- المجلة الدولية للمنظمة الصناعية  وروابط معاينة القضية
- مجلة الاقتصاد الصناعي  والأهداف والنطاق ، وروابط معاينة القضايا .
- مجلة القانون والاقتصاد والتنظيم  وروابط معاينة القضية .
- مراجعة المنظمة الصناعية  وروابط معاينة القضية .